# Göran Färm
Göran Färm este un om politic suedez, membru al Parlamentului European în perioada 1999-2004 din partea Suediei.
1. 1 2  Deputații în Parlamentul European